# Antependium
Het antependium is de bekleding aan de voorkant van een altaar of een kansel in de vorm van stof, hout of edelmetaal.
Als een stoffen antependium wordt gebruikt, dan wordt dit voorzien van de van toepassing zijnde liturgische kleuren. De kazuifel en stola van de priester is dan ook overeenkomstig aangepast.

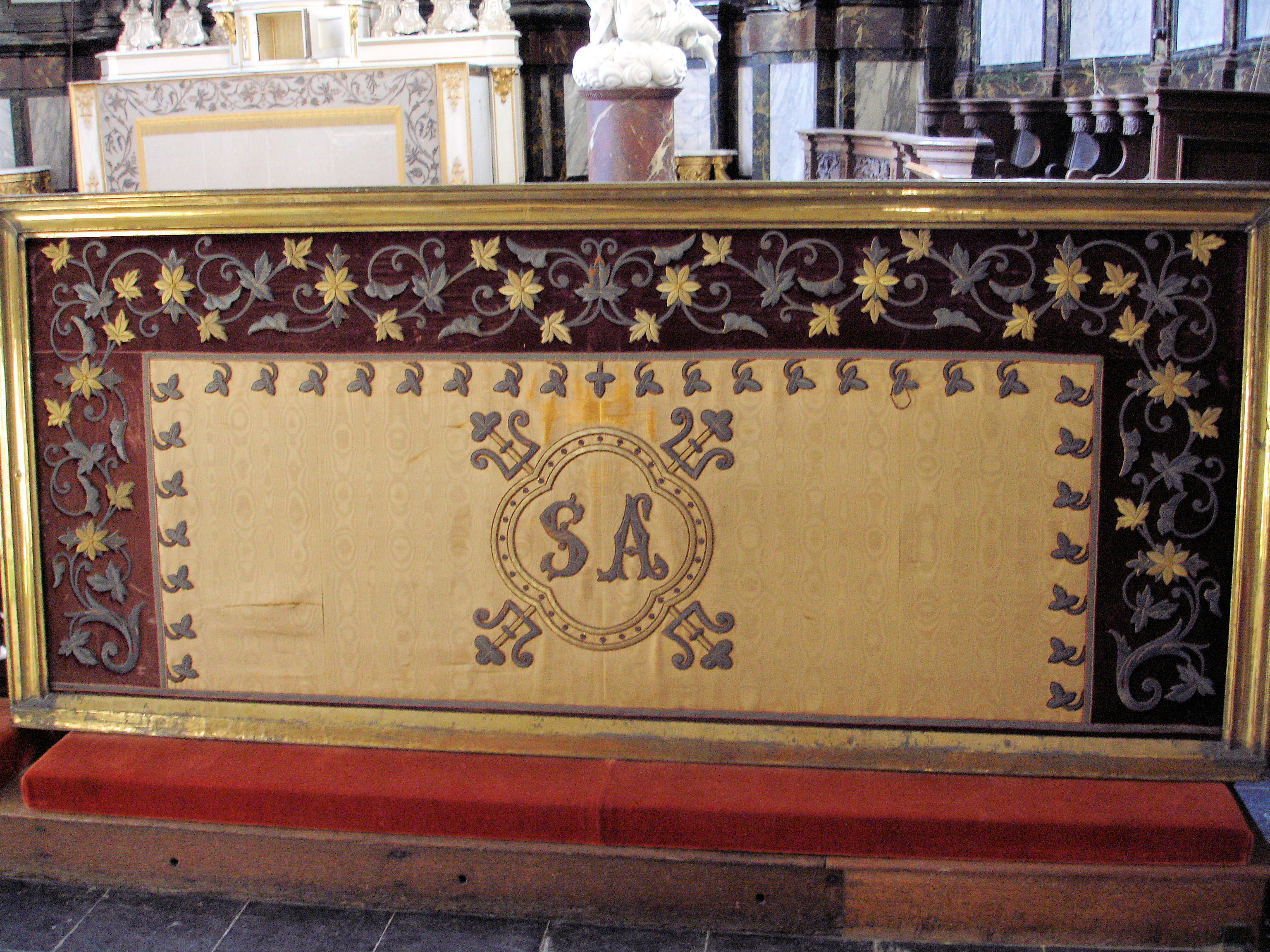
Antependium van het Antoniusaltaar in de kapel van het Sint-Jozef-Klein-Seminarie